# 高旻示
高旻示（1995年2月15日—），號詣埮，另譯高敏詩、高旼視，韩国女演员、导演。

## 演艺经历
在作為演員出道之前，高旻示是一名婚禮策劃師。2016年执导导演处女作《平行小說》并赢得了Three Minutes Film Festival的特别奖项，同年出演网剧《72秒》第三季，为她收获了人气。
2017年接连出演网剧《完美無缺，那傢伙》、电视劇《我的野蠻公主》、《青春時代2》以及《Melo Holic》。

## 影視作品

### 電視劇
| 年份   | 平台    | 劇名                           | 角色   | 備註     |
| 2016年 | YouTube | 《72秒職業探索系列》           | 閔善英 |          |
| 2016年 | YouTube | 《72秒電視劇》第三季           | 記憶女 |          |
| 2017年 | YouTube | 《完美無缺，那傢伙》           | 海娜   |          |
| 2017年 | SBS     | 《我的野蠻公主》               | 善景   |          |
| 2017年 | JTBC    | 《青春時代2》                  | 吳夏娜 |          |
| 2017年 | OCN     | 《Melo Holic》                 | 周汝珍 |          |
| 2018年 | JTBC    | 《加油吧威基基》               | 李敏雅 | 特别出演 |
| 2018年 | tvN     | 《Live》                       | 吳松怡 |          |
| 2018年 | KBS2    | 《Drama Special—被遺忘的季節》 | 崔智英 |          |
| 2018年 | tvN     | 《從天而降的一億顆星》         | 林宥利 |          |
| 2019年 | Netflix | 《喜歡的話請響鈴》             | 朴屈彌 |          |
| 2019年 | SBS     | 《Secret Boutique》            | 李賢智 | 主演     |
| 2020年 | KBS2    | 《Drama Special—不告白的理由》 | 徐允燦 | 主演     |
| 2020年 | Netflix | 《Sweet Home》                 | 李恩宥 | 主演     |
| 2021年 | Netflix | 《喜歡的話請響鈴2》            | 朴屈彌 |          |
| 2021年 | KBS2    | 《五月的青春》                 | 金明喜 | 主演     |
| 2021年 | tvN     | 《智異山》                     | 李多媛 |          |
| 2022年 | YouTube | 《轉世戀愛》                   | 金花妮 | 主演     |
| 2023年 | Netflix | 《Sweet Home 2》               | 李恩宥 | 主演     |
| 2024年 | Netflix | 《Sweet Home 3》               | 李恩宥 | 主演     |
| 2024年 | Netflix | 《無聲蛙鳴》                   | 柳誠娥 | 主演     |
| 2025年 | ENA     | 《你的味道》                   | 慕妍珠 | 主演     |
| 待公布 | Netflix | 《蜜兼職》                     | 妍珠   | 主演     |

### 電影
| 年份   | 片名                   | 角色     | 備註       |
| 2016年 | 《平行小說》           | 女子     | 導演、編劇 |
| 2016年 | 《Cut!》               | 高旻示   | 導演、編劇 |
| 2018年 | 《奶酪陷阱》           | 學妹     | 特别出演   |
| 2018年 | 《魔女首部曲：誕生》   | 都明熙   |            |
| 2019年 | 《鳳梧洞戰役》         | 話者     |            |
| 2020年 | 《所以我是這樣長大的》 | 金宥善   |            |
| 2022年 | 《分手的決心》         | 白花巫女 | 特别出演   |
| 2023年 | 《神鬼海底撈》         | 高玉芬   | 主演       |
| 待公布 | 《世界的主人》         | 李珠仁   | [ 12 ]     |

### 音樂錄影帶
| 年份   | 歌手   | 歌曲名稱                  | 備註   |
| 2016年 | 天動   | Sign                      | [ 13 ] |
| 2018年 | 尹鍾信 | Frame                     |        |
| 2021年 | Gray   | Make Love（feat. Zion.T） |        |

### 旁白
| 年份   | 播出日期 | 播出平台 | 節目名稱     | 備註                             |
| 2022年 | 5月12日  | MBC      | 《尋找我吧》 | 五一八光州民主化運動42週年紀錄片 |

## 綜藝節目
| 播出期間             | 電視台 | 節目名稱    | 集數 | 備註     |
| 2024年6月28日—9月6日 | tvN    | 《瑞鎮家2》 | 11集 | 固定成員 |

## 獎項
| 年份   | 頒獎典禮                      | 獎項                          | 作品                   | 結果 |
| 2016年 | 第4屆SNS三分鐘電影節          | 大賞                          | 《平行小說》           | 獲獎 |
| 2018年 | 2018韓國最佳明星獎            | 人氣明星獎                    | 《魔女首部曲：誕生》   | 獲獎 |
| 2018年 | 第55屆大鐘獎                  | 最佳女配角獎                  | 《魔女首部曲：誕生》   | 提名 |
| 2019年 | SBS演技大賞                   | 女子新人演技獎                | 《Secret Boutique》    | 獲獎 |
| 2021年 | 第3屆亞洲內容大獎             | 新人女演員獎                  | 《Sweet Home》         | 獲獎 |
| 2021年 | 第4屆亞洲影藝創意大獎         | 最佳女配角獎                  | 《Sweet Home》         | 提名 |
| 2021年 | KBS演技大獎                   | 迷你系列劇部門 女子優秀演技獎 | 《五月的青春》         | 獲獎 |
| 2021年 | KBS演技大獎                   | 最佳CP獎（與李到晛）          | 《五月的青春》         | 獲獎 |
| 2023年 | 第32屆釜日電影獎              | 最佳女配角獎                  | 《神鬼海底撈》         | 獲獎 |
| 2023年 | 第32屆釜日電影獎              | 最佳女新人獎                  | 《神鬼海底撈》         | 提名 |
| 2023年 | 第9屆Marie Claire亞洲明星盛典 | Face of Asia獎                | 《神鬼海底撈》         | 獲獎 |
| 2023年 | 第59屆大鐘賞                  | 最佳女配角                    | 《神鬼海底撈》         | 提名 |
| 2023年 | 第44届青龙电影奖              | 最佳新人女演员                | 《神鬼海底撈》         | 獲獎 |
| 2023年 | 第10届韓國電影製作人協會獎    | 最佳女配角                    | 《神鬼海底撈》         | 獲獎 |
| 2023年 | 第28届春史電影獎              | 最佳新人女演员                | 《神鬼海底撈》         | 獲獎 |
| 2023年 | 年度女性电影人奖              | 最佳新人演员                  | 《神鬼海底撈》         | 獲獎 |
| 2023年 | 第24届釜山电影评论家协会奖    | 最佳女演员                    | 《神鬼海底撈》         | 獲獎 |
| 2024年 | 第60屆百想藝術大獎            | 電影部門 女子新人演技獎       | 《神鬼海底撈》         | 提名 |
| 2024年 | 第60屆百想藝術大獎            | 女子人氣獎                    | 《神鬼海底撈》         | 提名 |
| 2024年 | 放送廣告慶典                  | 廣告明星優秀獎                | 不適用                 | 獲獎 |
| 2024年 | 第6屆NEWSIS韓流博覽會         | 首爾市長獎                    | 《Sweet Home》系列影集 | 獲獎 |
| 2024年 | 第15屆韓國電視劇節            | 優秀女演員獎                  | 《Sweet Home 2》       | 獲獎 |
| 2024年 | 第3屆ELLE風尚大典             | Iconic Style Award            | 不適用                 | 獲獎 |
| 2024年 | 第15屆韓國大眾文化藝術獎      | 文化體育觀光部長官表彰        | 不適用                 | 獲獎 |
| 2024年 | 首爾國際電影大賞              | 人氣女明星獎                  | 《無聲蛙鳴》           | 獲獎 |
| 2025年 | 韓國第一品牌大賞              | OTT女演員獎                   | 不適用                 | 獲獎 |
| 2025年 | 第61屆百想藝術大獎            | 放送部門 女子最優秀演技獎     | 《無聲蛙鳴》           | 提名 |
| 2025年 | 第61屆百想藝術大獎            | 女子人氣獎                    | 《無聲蛙鳴》           | 提名 |

## 外部連結
- 高旻示的Instagram帳戶
- 高旻示在NAVER上的资料
- 高旻示在Daum上的资料
- 高旻示在互联网电影资料库（IMDb）上的資料（英文）
- 高旻示在韩国电影数据库（KMDb）上的資料（韓語）
- 高旻示在HanCinema的頁面（英文）（英文）